# روگوزارسکی اس‌آی‌ام-اکس
روگوزارسکی اس‌آی‌ام-اکس (به انگلیسی: Rogožarski_SIM-Х) یک هواگرد ملخ‌پیشین تک‌موتوره از نوع ورزشی و آموزشی نظامی ساخت شرکت Rogožarski A.D. است. هواگرد روگوزارسکی اس‌آی‌ام-اکس نخستین پروازش را در ۱۹۳۶ میلادی انجام داد. این هواگرد در سال ۱۹۳۷ میلادی رسماً معرفی گردید و در سال‌های 1937 تا ۱۹۴۱ تولید شده‌است. در مجموع، تعداد 21 فروند از این هواگرد ساخته شده‌است.
طراح این هواگرد، سیما میلوتینویچ بود.